# Coupe de France 1974/75
Der Wettbewerb um die Coupe de France in der Saison 1974/75 war die 58. Ausspielung des französischen Fußballpokals für Männermannschaften. In diesem Jahr meldeten 1.940 Vereine, darunter auch solche aus den überseeischen Besitzungen Frankreichs, von denen sich mit Gold Star aus Martinique erstmals in der Pokalhistorie einer sogar für die erste landesweite Runde qualifizieren konnte.
Titelverteidiger war die Association Sportive de Saint-Étienne, die den Pokal erneut gewann. Dies war der fünfte Pokalsieg der ASSE bei der sechsten Finalteilnahme. Endspielgegner Racing Club de Lens bestritt sein zweites Finale nach 1948 und verlor es wiederum.
Der Modus mit Hin- und Rückspielen ließ unterklassigen Mannschaften wenig Chancen; ab dem Viertelfinale waren die Erstdivisionäre unter sich. Bis zum Achtelfinale – aber weiter auch nicht – hatten es fünf Zweitdivisionäre gebracht; beste Amateurvertreter waren die Drittligisten CO Le Puy, AS Libourne und FC Saint-Louis, die im Sechzehntelfinale ausschieden.
Nach den von den regionalen Untergliederungen des Landesverbands FFF organisierten Qualifikationsrunden griffen ab der Runde der letzten 64 Mannschaften auch die 20 Erstligisten in den Wettbewerb ein. Die Paarungen wurden für jede Runde frei ausgelost und fanden im Zweiunddreißigstel- sowie im Halbfinale auf neutralem Platz statt; bei unentschiedenem Spielstand nach Verlängerung kam es zu einem Wiederholungsspiel. Vom Sechzehntel- bis zum Viertelfinale wurden Hin- und Rückspiele ausgetragen. Hatten dabei beide Mannschaften eine gleich hohe Zahl von Treffern erzielt (ohne dass Auswärtstore doppelt zählten), wurde zunächst das Rückspiel verlängert und anschließend – sofern erforderlich – ein Elfmeterschießen durchgeführt.

## Zweiunddreißigstelfinale
Spiele am 1./2./12., Wiederholungsmatches am 9. bzw. 12. Februar 1975. Die Vereine der beiden professionellen Ligen sind mit D1 bzw. D2 bezeichnet, diejenigen der landesweiten Amateurspielklasse mit CFA, die höchsten regionalen Amateurligen als DH, DHR bzw. PH („Division d’Honneur“, „Division d’Honneur Régionale“ bzw. „Promotion d’Honneur“).
| - OGC Nizza D1 – Golden Star DH Martinique 8:0 - FC Sochaux D1 – AS Vauban Strasbourg PH 5:0 - FC Saint-Louis 1911 D3 – AJ Auxerre D2 1:0 - EDS Montluçon D2 – Red Star Paris D1 3:1 - AS Nancy D2 – FC Gueugnon D2 2:1 n. V. - Paris FC D2 – Andernos Sport PH 5:0 - Paris Saint-Germain D1 – SR Saint-Dié CFA 2:2 n. V., 4:0 - Stade Rennes D1 – AS Aulnoye D3 1:0 - FC Metz D1 – AC Cambrai D2 1:1 n. V., 1:0 - AS Saint-Étienne D1 – SO du Maine DH 2:0 - Stade Reims D1 – Olympique Lyon D1 2:1 n. V. - FC Sète D2 – CO Saint-Chamond PH 4:3 - RC Strasbourg D1 – USM Malakoff D3 4:0 - Troyes Aube Football D1 – JGA Nevers D3 2:0 - Sporting Toulon D2 – AS Monaco D1 1:0 - US Valenciennes D2 – SC Amiens D2 2:0 | - FC Rouen D2 – AS Creil DH 4:1 - SEC Bastia D1 – US Saintes DH 3:1 - Stade Brest D2 – Stade Quimper D2 2:0 - AS Cannes D2 – Olympique Nîmes D1 2:1 - RC Lens D1 – Arago Sports Orléans D3 2:1 - Girondins Bordeaux D1 – LB Châteauroux D2 1:1 n. V., 5:0 - RCFC Besançon D2 – AS Betschdorf DH 1:0 - Stade Laval D2 – US Dunkerque D2 1:0 - AS Libourne D3 – FC Tours D2 3:2 - FC Lorient D2 – AS Châtellerault D2 2:1 - FC Martigues D2 – Montpellier La Paillade SC DH 0:0 n. V., 2:0 - Olympique Marseille D1 – FC Nantes D1 4:0 - SCO Angers D1 – US Toulouse D2 3:1 - CO Le Puy D3 – AS Béziers D2 1:0 - OSC Lille D1 – SC Hazebrouck D2 4:1 - CS Sedan D2 – SA Épinal D2 4:1 |

## Sechzehntelfinale
Hinspiele zwischen 28. Februar und 2. März, Rückspiele zwischen 7. und 9. März 1975
| - EDS Montluçon D2 – Olympique Marseille D1 0:0, 0:1 n. V. - AS Nancy D2 – FC Saint-Louis 1911 D3 5:0, 3:1 - Paris FC D2 – OSC Lille D1 0:1, 0:2 - Stade Rennes D1 – FC Metz D1 2:2, 0:5 - AS Saint-Étienne D1 – CO Le Puy D3 6:0, 2:1 - Stade Reims D1 – Stade Laval D2 0:0, 1:3 - FC Sète D2 – Paris Saint-Germain D1 2:4, 0:4 - US Valenciennes D2 – CS Sedan D2 2:0, 3:5 n. V. (5:2 i. E.) | - FC Rouen D2 – Troyes Aube Football D1 1:0, 0:3 - SEC Bastia D1 – OGC Nizza D1 2:0, 2:2 - Stade Brest D2 – RC Lens D1 1:0, 1:5 - AS Cannes D2 – FC Martigues D2 1:1, 0:4 - Girondins Bordeaux D1 – FC Sochaux D1 0:0, 0:3 - RCFC Besançon D2 – RC Strasbourg D1 0:2, 2:3 - AS Libourne D3 – Sporting Toulon D2 1:4, 4:5 - FC Lorient D2 – SCO Angers D1 3:3, 0:2 |

## Achtelfinale
Hinspiele am 11./12., Rückspiele zwischen 15. und 19. April 1975
| - Olympique Marseille D1 – OSC Lille D1 2:0, 0:1 - AS Nancy D2 – AS Saint-Étienne D1 1:1, 2:3 - FC Metz D1 – US Valenciennes D2 2:0, 4:2 - Stade Laval D2 – SEC Bastia D1 1:0, 1:7 | - RC Lens D1 – Sporting Toulon D2 3:1, 3:1 - FC Sochaux D1 – Paris Saint-Germain D1 0:3, 0:2 - RC Strasbourg D1 – FC Martigues D2 4:2, 2:1 - SCO Angers D1 – Troyes Aube Football D1 0:0, 2:1 n. V. |

## Viertelfinale
Hinspiele am 9., Rückspiele am 13. Mai 1975
| - Olympique Marseille D1 – Paris Saint-Germain D1 2:2, 0:2 - AS Saint-Étienne D1 – RC Strasbourg D1 2:0, 1:1 | - FC Metz D1 – RC Lens D1 4:3, 1:3 - SEC Bastia D1 – SCO Angers D1 1:0, 1:0 |

## Halbfinale
Spiele am 7. Juni 1975
| - AS Saint-Étienne D1 – SEC Bastia D1 2:0 | - RC Lens D1 – Paris Saint-Germain D1 3:2 n. V. |

## Finale
Spiel am 14. Juni 1975 im Pariser Prinzenparkstadion vor 44.275 Zuschauern
- AS Saint-Étienne – RC Lens 2:0 (0:0)

### Mannschaftsaufstellungen
AS Saint-Étienne: Ivan Ćurković – Gérard Janvion, Oswaldo Piazza, Christian Lopez, Gérard Farison – Jean-Michel Larqué , Dominique Bathenay, Christian Synaeghel (Jacques Santini, 77.) – Patrick Revelli, Hervé Revelli, Christian Sarramagna
Trainer: Robert Herbin
RC Lens: André Lannoy – Alain Hopquin, Didier Notheaux, Jacques Marie , Ryszard Grzegorczyk – Jean-Marie Elie, Daniel Leclercq, Farès Bousdira – Eugeniusz Faber, Alfred Kaiser, Casimir Zuraczek
Trainer : Arnold Sowinski
Schiedsrichter: Robert Héliès (Toulon)

### Tore
1:0 Piazza (68.)

2:0 Larqué (79.)

### Besondere Vorkommnisse
Bis auf Santini, Sarramagna und Hervé Revelli waren alle eingesetzten Spieler und der Trainer der „Verts“, wie die AS Saint-Étienne aufgrund ihrer grünen Trikots häufig genannt wird, auch schon beim vorjährigen Pokalgewinn dabei, Herbin (damals noch als Spieler) und Larqué sogar auch schon beim Erfolg von 1970. In jener Saison hatte auch Hervé Revelli für die Verts im Finale gestanden – und Schiedsrichter Robert Héliès leitete, wie in dieser Saison, das damalige Endspiel.